# Ligne de Carnoules à Gardanne
La ligne de Carnoules à Gardanne est une ligne de chemin de fer française à voie unique et à écartement standard non électrifiée. Elle relie Carnoules (Var), sur la ligne de Marseille-Saint-Charles à Vintimille (frontière), à Gardanne (Bouches-du-Rhône), sur la ligne de Lyon-Perrache à Marseille-St-Charles (via Grenoble).
Elle constitue la ligne 947 000 du réseau ferré national.

## Historique
Cette ligne, longue de 79 kilomètres, a été concédée à la Compagnie des chemins de fer de Paris à Lyon et à la Méditerranée (PLM) par une convention signée entre le ministre de l'Agriculture, du Commerce et des Travaux publics et la compagnie le 18 juillet 1868. Cette convention est approuvée par un décret le 28 avril 1869. Elle a été ouverte au trafic le 15 octobre 1877 pour la section de Gardanne à Trets et le 19 novembre 1880 pour celle allant de Trets à Carnoules. Le trajet de bout en bout, par omnibus, durait 2 heures.
Le trafic voyageurs a cessé le 18 avril 1939, juste avant le début de la Seconde Guerre mondiale.
La ligne assurait par ailleurs un trafic fret, transportant notamment le vin de production locale (rosés de Provence), et la bauxite des exploitations minières du centre-Var vers le site de traitement industriel de Gardanne.
Lors de l'occupation de la zone libre en 1942, les envois de bauxite par train vers l'Allemagne nazie augmentent. La ligne n'a pas connu de destructions par bombardement ou sabotage et, en 1944, elle a contribué à l'écoulement d'une partie du trafic à la place de la ligne côtière.
Le trafic de bauxite a cessé à la fermeture des mines et la section Trets - St-Maximin a été fermée au trafic fret le 30 décembre 1980. Le 1er janvier 1987, la gare de Saint-Maximin est fermée et le trafic cesse entre Brignoles et Carnoules .
En 2010, la gare de Brignoles a été utilisée pour tourner certaines scènes de La Fille du Puisatier, le premier film de Daniel Auteuil en tant que réalisateur. À cette occasion, la locomotive à vapeur 141 R 1126, préservée par l'ACPR-1126, est venue de Toulouse.

## Description de la ligne

### Tracé - Parcours
La ligne se sépare de la ligne de Marseille-Saint-Charles à Vintimille (frontière) à la sortie de la gare de Carnoules (en direction des Arcs). Elle s'élève par une rampe de 16 pour 1000 en courbe pour franchir l'ex RN 97 en tranchée puis en surplomb. Elle longe ensuite la RD 13 jusqu'à Besse sur Issole en direction du Nord, puis, après avoir franchi l'Issole sur un petit viaduc à 3 arches, prend la direction de l'Ouest vers Sainte-Anastasie. La ligne longe ensuite Forcalqueiret, dont on peut apercevoir les ruines du château médiéval, puis se hisse sur le plateau de Camps la Source. La ligne descend ensuite vers Brignoles en laissant apercevoir la carrière de marbre de Candelon.
À partir de Brignoles, la ligne suit la vallée du Caramy et la RN7 en direction de l'Ouest. La voie passe sous les ruines du château de Valbelle par un souterrain en courbe de 152 m de long et débouche sur la gare de Tourves. Toujours en rampe, elle atteint Saint-Maximin après avoir franchi un pont sur le Cauron et le souterrain du Puits (73 m).
Entre Saint-Maximin et Pourcieux, elle atteint son point culminant (385,83 m), et franchit deux viaducs de 70 et 85 m construits à flanc de colline. Après avoir traversé le tunnel de Saint-Pilon long de 180 m, elle redescend sur Trets en passant par la halte de Pourrières.
Elle redescend ensuite régulièrement et dessert les gares de Peynier-Rousset, Château l'Arc et la Barque, où elle rejoint la ligne d'Aubagne à La Barque et où est installé le musée provençal des transports. Elle dessert la halte de Meyreuil et rejoint à Gardanne la ligne de Lyon-Perrache à Marseille-St-Charles (via Grenoble).

### Caractéristiques
Les courbes présentent un rayon minimal de 400 m.
Les déclivités atteignent 15 pour 1000 sur 20 km environ. La moitié du linéaire de la ligne présente une déclivité inférieure à 8 pour 1000.
Du fait du peu d'entretien de la ligne, le ballast, les traverses et les rails limitent la vitesse pouvant être atteinte : 50, 30, voire 10 km/h. La signalisation de la ligne est inexistante, à l'exception d'un sémaphore mécanique, situé à l'entrée de la ligne, côté Carnoules.
Sur la ligne, on trouve tous les types de traverses : bois, métal, et béton (mono et bi-bloc).

### Infrastructure
La ligne comporte 18 ponts-routes (route passant au-dessus de la voie), 89 ponts-rails souvent constitués de tabliers métalliques, 160 ouvrages hydrauliques souvent largement dimensionnés (principaux cours d’eau franchis : l'Issole et le Caramy), 5 viaducs d'une longueur variant de 15 à 100 m, 3 tunnels de forme ovoïde dont la longueur varie de 73 à 180 m. Il existe aussi plusieurs murs de soutènement.
Sur les 46 passages à niveau, seuls 5 disposent encore de barrières automatiques : 4 entre Gardanne et Fuveau, et 1 à Carnoules. Pour les autres, le passage d'un train est sécurisé par du personnel de la SNCF ou de l’association.

### Superstructure

#### Points d'arrêt
La ligne de Carnoules à Gardanne comporte 15 points d’arrêt, soit un tous les 5 km environ.
Les gares sont au nombre de 5 : Gardanne, Trets, Saint-Maximin-la-Sainte-Baume, Brignoles, Carnoules.
Les haltes sont au nombre de 10 : La Barque, Rousset, Peynier, Pourcieux, Tourves, Les Censies, Camps les Brignoles (ancien nom de Camps-la-Source), Forcalqueiret – Garéoult, Sainte-Anastasie, Besse-sur-Issole.
- La halte de Sainte-Anastasie, propriété de la commune, a été rénovée.

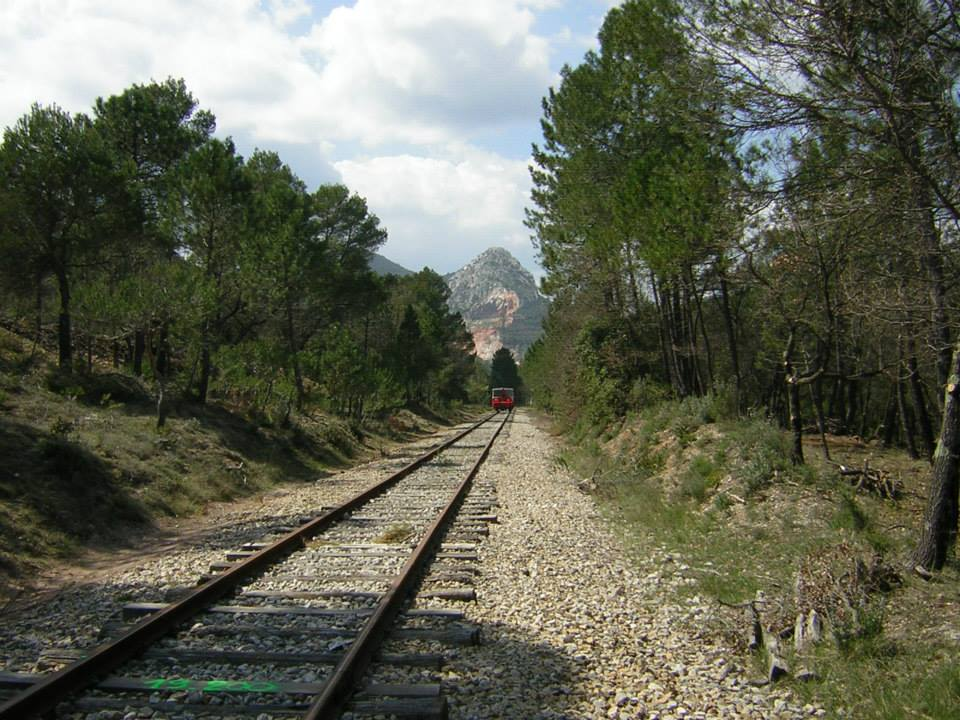
Une draisine sur la ligne Carnoules - Gardanne, avec en arrière-plan, la colline du Candelon, Brignolles-La Celle, Var.

- La gare de Brignoles, bien que non desservie, abrite une boutique SNCF qui vend plusieurs milliers de billets par an[9].
- L'ancienne gare de Tourves, bien que cédée à des particuliers ainsi que ses extensions, existe toujours. C'était une gare de 3e classe, avec service marchandises. Elle était de point de chargement des wagons de bauxite acheminées par un train à voie étroite depuis les mines de Mazaugues voisines[10].
- La plupart des anciennes gares ou haltes de la ligne ont été vendues à des particuliers. Seule la gare de Brignoles appartient toujours à la SNCF.

#### Évitements
La largeur de la plateforme dans les gares et haltes de la ligne montre qu'à l'origine, elles étaient toutes dotées d'un évitement (gare de voie directe). Les évitements ont ensuite été supprimés et les aiguillages démontés sauf à :
- Brignoles et Trets
- Saint-Maximin-la-Sainte-Baume : aiguillages toujours présents, mais voie déviée interrompue pour le passage d'une route
- Besse-sur-Issole : aiguillage côte Carnoules toujours présent, voie déviée utilisée comme voie de service
- Forcalqueiret – Garéoult : voie directe démontée, c'est la voie déviée qui a été conservée

## Exploitation et trafic
Seul le tronçon Gardanne - La Barque-Fuveau est ouvert au trafic marchandises (tronçon repris au document de référence du réseau). La gestion des circulations est réalisée en navette depuis le poste d’aiguillage de Marseille Saint-Charles : aucun train ne peut rentrer sur la ligne tant que le précédent n’en est pas sorti.
Le reste de la ligne est exploité à titre privatif, c’est-à-dire qu’elle est mise à disposition d’un tiers.
Un train touristique circule entre Brignoles et Carnoules. Un vélo-rail est exploité entre Pourcieux et Saint Maximin.
La ligne n'était plus exploitée en intégralité pour le fret depuis 1980. Néanmoins des convois militaires l'empruntaient, et la voie ferrée était classée comme étant stratégique jusqu'en 2019. Ce qui a longtemps expliqué son non-déclassement. L'armée indemnisait la SNCF de 1 million d'euros annuels pour l'entretien de la voie. La fin de l'utilisation militaire (pour quelques trains par an) permet toutefois une possible extension du vélo rail.

### Le train touristique du centre-Var
Fondée en 1994, l'Association du Train Touristique du Centre Var (ATTCV) assure depuis l'été 2001 une desserte touristique saisonnière entre Carnoules et Brignoles. L'itinéraire parcouru est long de 24 kilomètres, et comporte une seule gare intermédiaire à Sainte-Anastasie. À Carnoules, le départ se situe provisoirement au lieu-dit « les Platanes » à environ 1 kilomètre de l'embranchement de la ligne, mais l'ATTCV espère pouvoir prochainement utiliser la voie en tiroir située du côté est de la gare de Carnoules pour y établir son terminus, établissant une correspondance avec les TER sans interférer avec la circulation sur la grande ligne.

### Matériel roulant ayant circulé sur la ligne
- 021 série 991/1000
- 121 à grandes roues 51/110 et 111/400,
- 030T ex-Dombes
- 030T « Bourbonnaises ».
- 3000 (031 31-A) dès 1910,
- 3500 (230-A) pour le service mixte
- 3200 (040-B),
- 4500 (040 4-C et D),
- 130-A.
- 140B, E et A puis J, et G américaines
- Locomotives tender 232-AT et 242-DT à partir de 1935.
- 141 R
- BB 63000, BB 63500 et BB 67000[16].
- BB 69000
- X 1501/2 (dernier matériel ayant circulé sur l'intégralité de la ligne)
- X 2200
- X 2800
- X 3800 « Picasso »
- X 4500
- X 4900
- XR 6000
- Y 6000

## Perspectives
Des associations militent pour la réouverture de la ligne au service voyageurs : « Le train Avenir du Centre Var » (TACV) ou l'Association des Voyageurs du Moyen Var, adhérente à la FNAUT-PACA. Cette ligne intéresserait plus certains habitants que la future ligne nouvelle Provence Côte d'Azur.

### Études en vue d'une réouverture
En parallèle avec les études de la LGV, l'éventualité d'une réouverture de la ligne au service voyageurs a été mise à l'étude. RFF indique que les travaux ont été estimés à environ 170 millions d’euros (conditions économiques de 2004) et permettraient la circulation d’environ 8 allers-retours quotidiens.
Un Schéma d'armement conçu par la SNCF en 2001, cité par le Groupe Interdisciplinaire de Réflexion sur les traversées sud alpines et l'aménagement du territoire Maralpin indique : « Avec des rayons minimaux de 400 m et des rampes maximales de 16 ‰, le tracé de la ligne Carnoules-Gardanne se prête à toutes circulations sans modifications notables avec une vitesse de ligne de l'ordre de 100 km/h. »
Toutefois, le plan de sécurisation des passages à niveau interdit tout passage à niveau sur des lignes voyageurs, notamment dans l'hypothèse de création et de réouverture de lignes. Pour le ministère de l'écologie, de l'énergie, du développement durable et de la mer, en charge des technologies vertes et des négociations sur le climat, le maintien des passages à niveau lors de la réouverture d'une ligne au trafic voyageurs conduirait statistiquement à un danger réel mettant en cause la sécurité et la vie des usagers de la route.
Selon le plan d'action 2012 de RFF, l'objectif est de créer, autour d'Aix-en-Provence, un "RER" grâce à la 2e phase de modernisation de la ligne Marseille-Aix et la réouverture au service des voyageurs des lignes Aix-Rognac et Carnoules-Gardanne. En 2012, doivent être lancées des études préliminaires pour déterminer les travaux à exécuter, le planning de réalisation et estimer le cout des travaux.
D'ores et déjà, la suppression ou l'aménagement de passages à niveau (à Brignoles par exemple, 5 se trouvent dans un milieu urbain, dont certains à l'intérieur d'une zone de protection d'un monument historique) est identifié comme un "point critique" du projet de réouverture.

### Calendrier prévisionnel
Fin 2010, RFF a communiqué au comité de pilotage de la LGV-PACA des schémas de desserte à l'horizon 2023 et 2040. Ces schémas, repris par une étude du GIR-Maralpin, indiquent un calendrier prévisionnel de réouverture de la ligne :
1. ouverture de Gardanne - Trets dès 2015[17],
2. ouverture de Gardanne - Saint-Maximin-la-Sainte-Baume à l'horizon 2023 pour un trafic TER omnibus,
3. ouverture complète de la ligne au trafic voyageurs avant 2040.

Dans le même document, le GIR-Maralpin préconise que, dès 2023, le reste de la ligne soit "qualifiée Fret (pour 1/2 sillon horaire), l'ensemble pouvant constituer une liaison fret d'évitement du littoral d'autant plus justifiée par la desserte industrielle du Bassin de Gardanne".
En 2013, lors du comité de ligne du pays Aixois, RFF et SNCF ont communiqué des éléments sur l'avancement de ce projet :
- les études préliminaires sont achevées : le cout de la réouverture est évaluée à 160 M€ jusqu'à Trets et 610 M€ pour une réouverture totale avec électrification de la ligne.
- la réouverture est jugée peu probable.

Début 2014, un comité de pilotage réunit les co-financeurs et constate que ni l'état, ni RFF, ni le conseil général du Var ne veulent poursuivre la démarche de réouverture.
On peut néanmoins s'apercevoir que le projet a toujours des soutiens. On peut ainsi lire dans le Plan local d'urbanisme d'Aix-Marseille, citant le Schéma de cohérence territoriale d'Aix. Ce dernier affirme que le « SCoT envisage la réouverture de la ligne ferroviaire Gardanne-Carnoules à terme [qui] permettrait de desservir Marseille depuis Trets ». Il est aussi possible de voir dans le plan de mobilité de l'AMP de 2021 que l'ouverture de la ligne est probable mais à horizon lointain dans le cadre du projet de "RER Métropolitain". Certaines communes, comme la ville de Trets, préparent d'ores et déjà la réouverture de la ligne dans les décennies à venir dans leur plan local d'urbanisme, soulignant l'intérêt des collectivités locales pour la décarbonation des transports, malgré des coûts de réhabilitation importants.
Pour répondre aux besoins croissants de la population du bassin en ce qui concerne la desserte des transports en commun et pour se substituer à une telle voie ferrée à court terme, l'AMP entend mettre en place avant 2030 une ligne REM (car+) à haut niveau de service (THNS) d'Aix à Trets cadencée toutes les 10 minutes en heure de pointe.

## Galerie de photographies

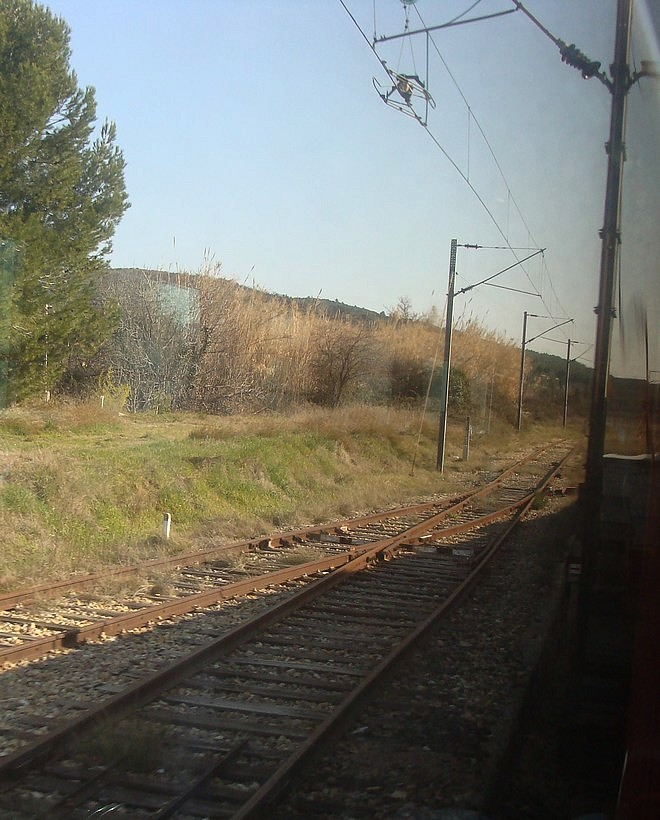
Le raccordement de la ligne Carnoules-Gardanne avec la ligne Marseille - Vintimille (vue en direction de Gardanne).
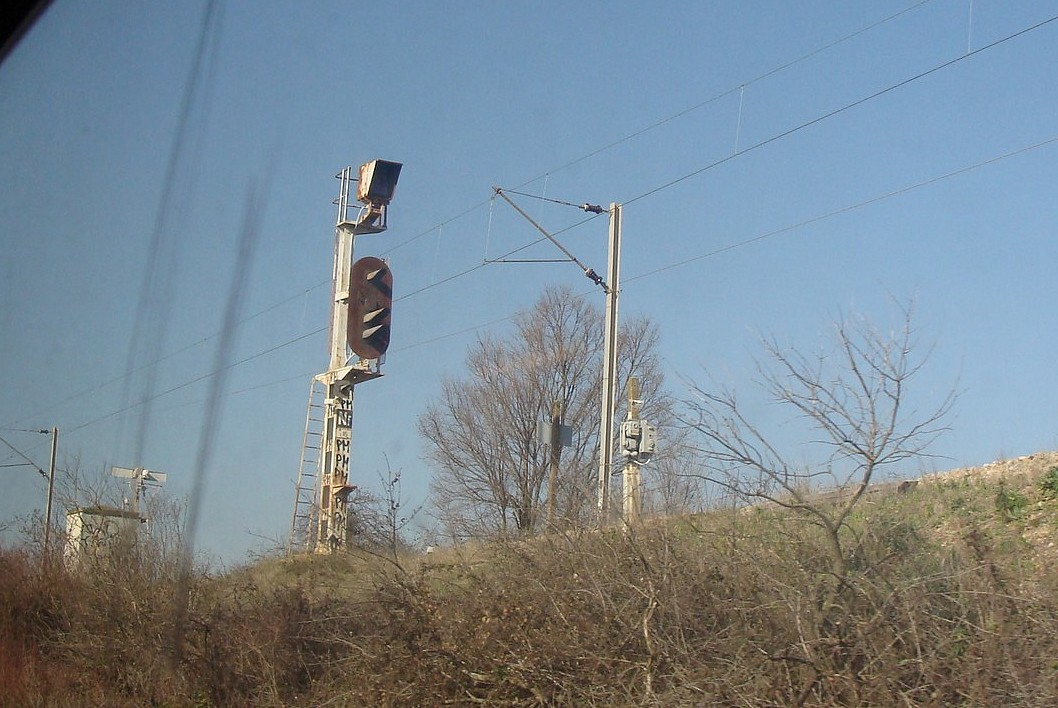
Le raccordement de la ligne Carnoules-Gardanne avec la ligne Marseille - Vintimille (vue en direction de Carnoules). Carré d'entrée à Carnoules et sémaphore mécanique de dos.
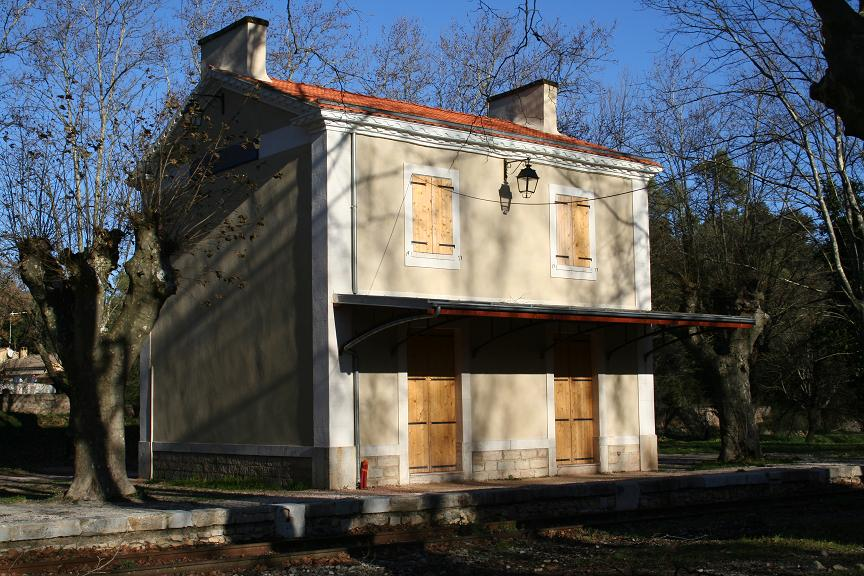
La halte de Sainte-Anastasie.
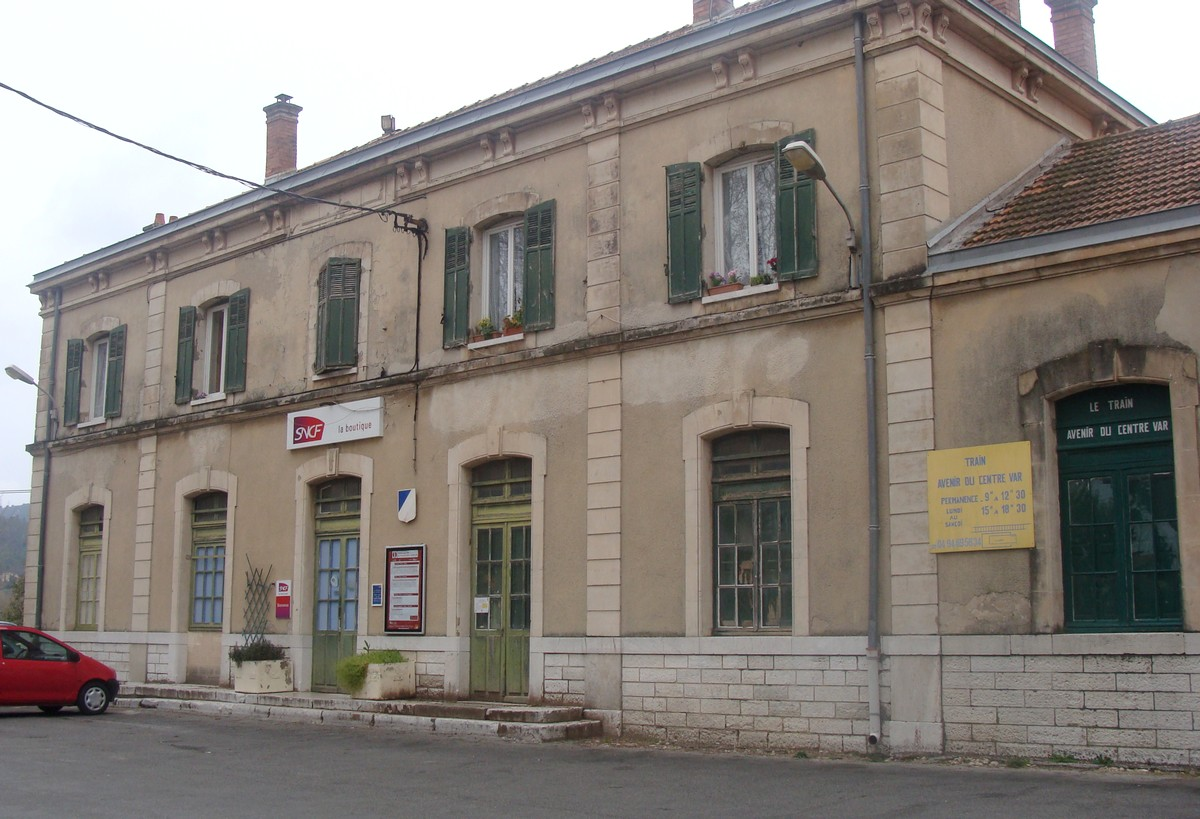
La gare de Brignoles, vue côté ville.
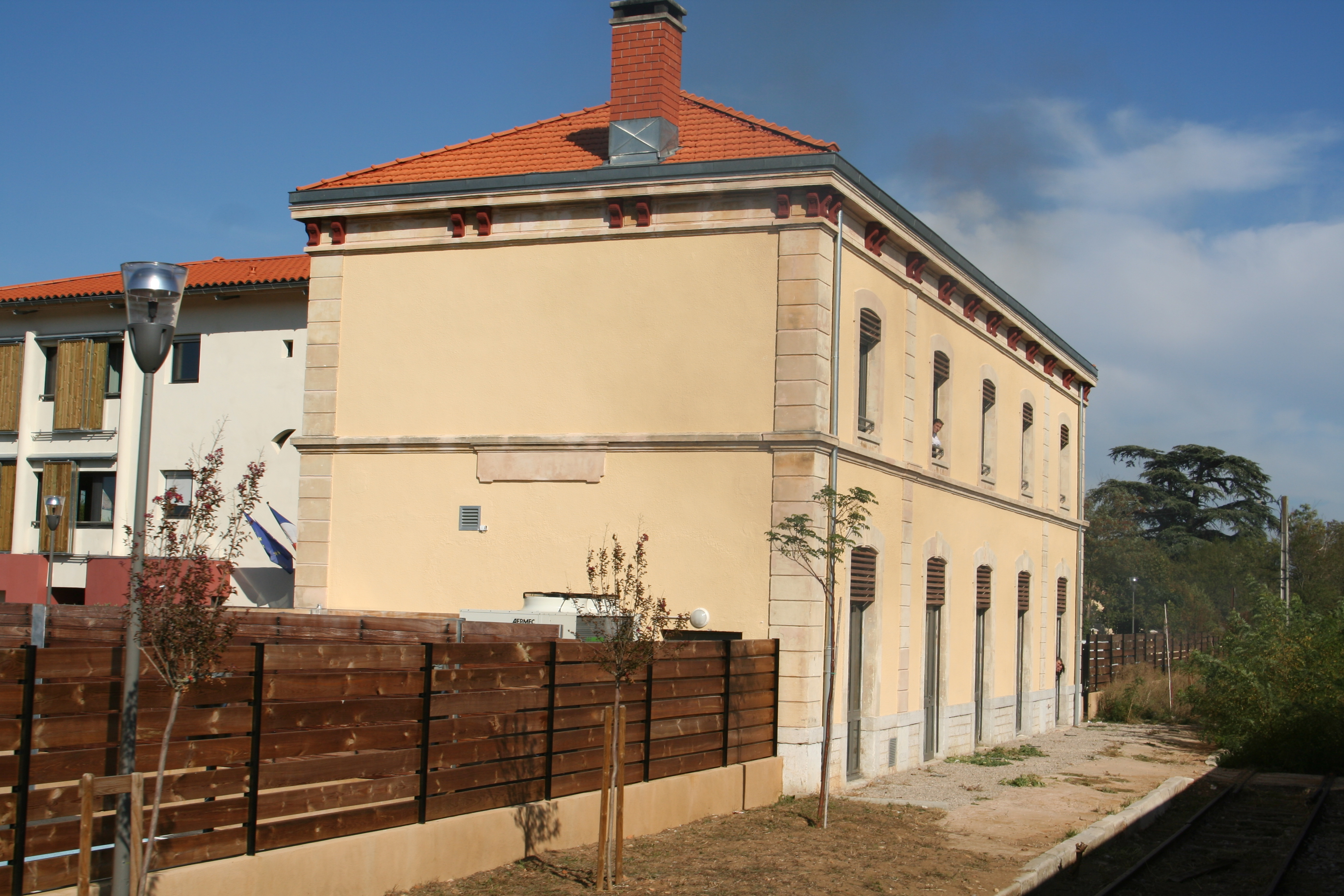
L'ancienne gare de Saint-Maximin-la-Sainte-Baume.
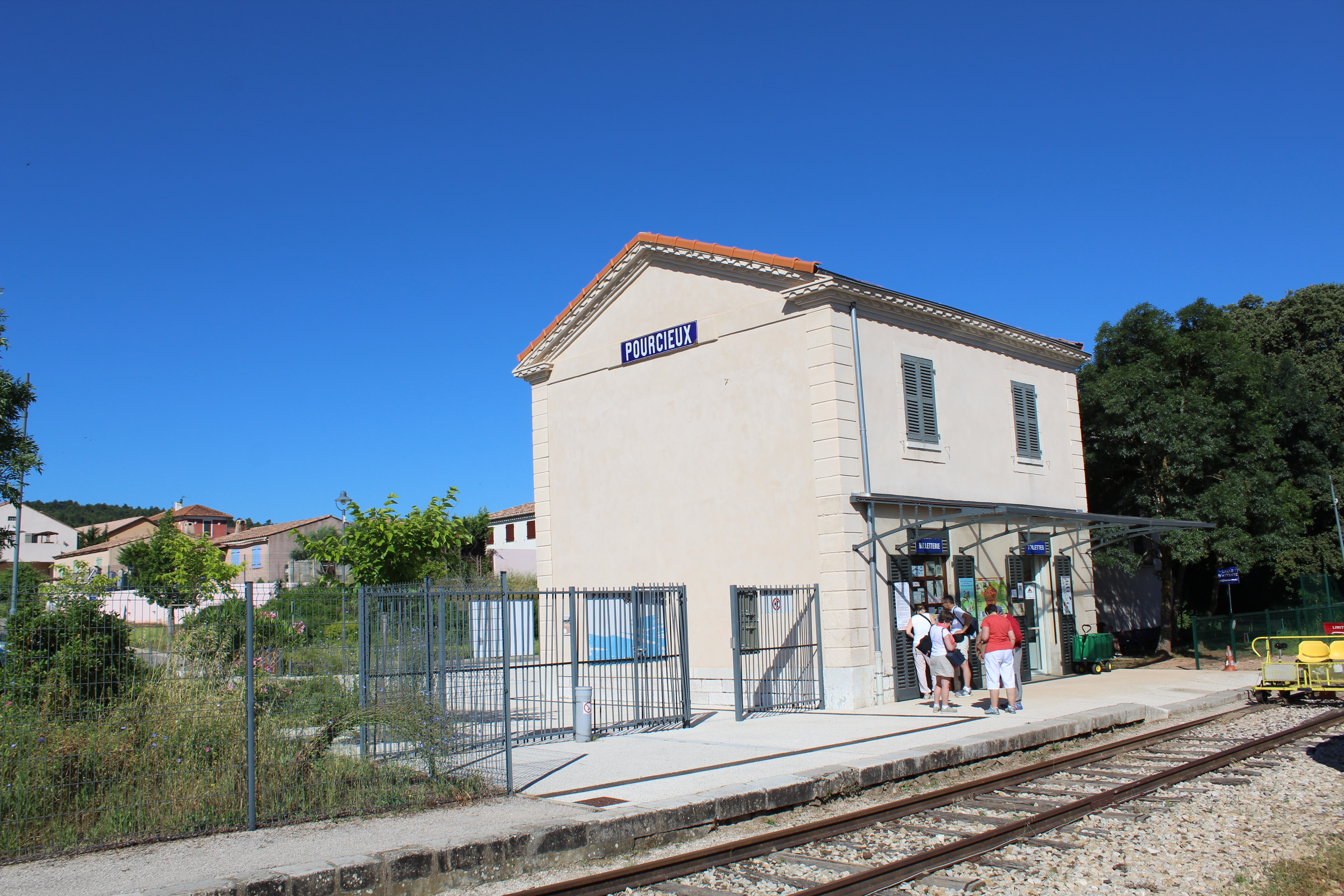
La gare de Pourcieux, point de départ et de retour du vélorail de la Sainte-Baume, tronçon Pourcieux-Saint-Maximin.
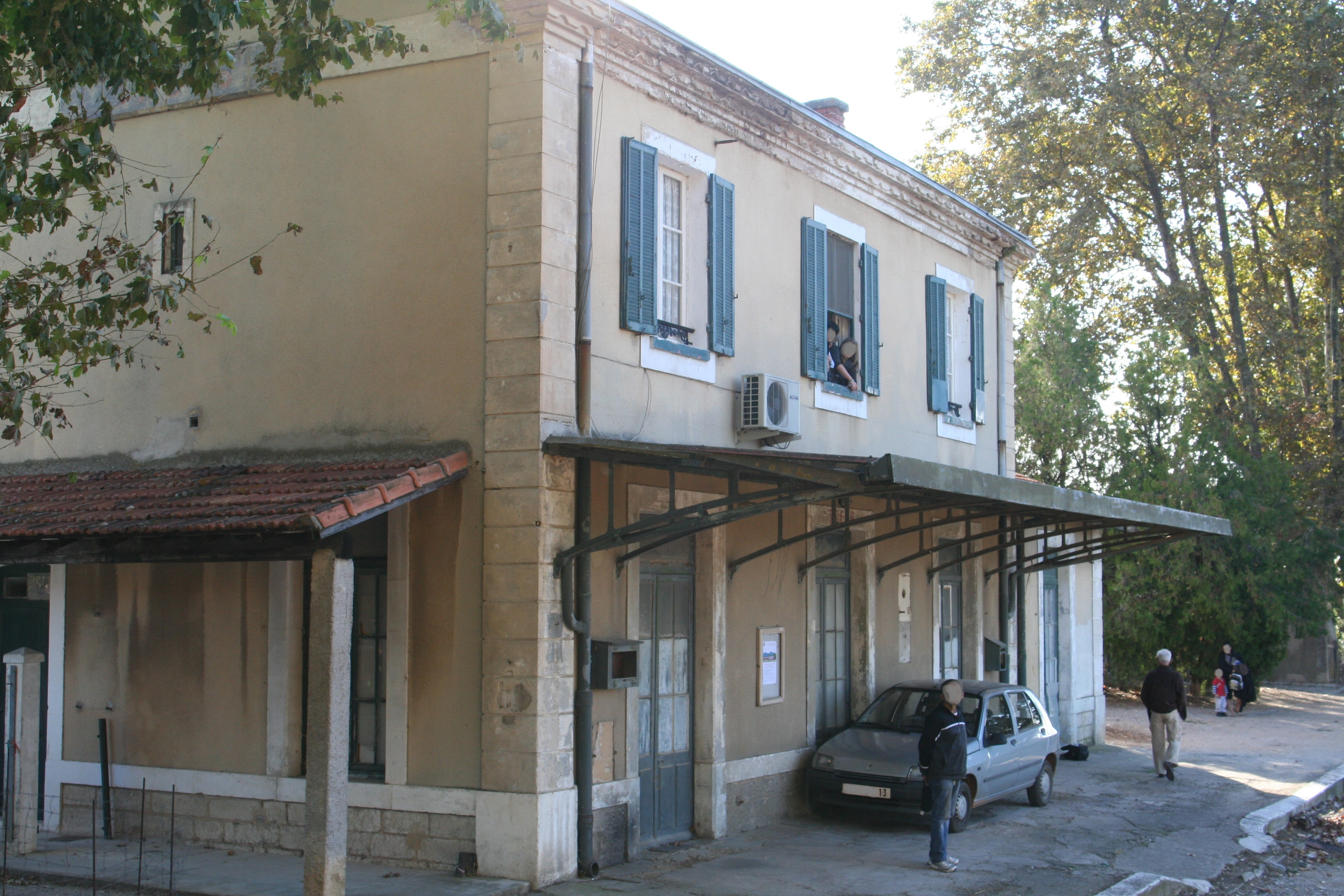
L'ancienne gare de Trets.
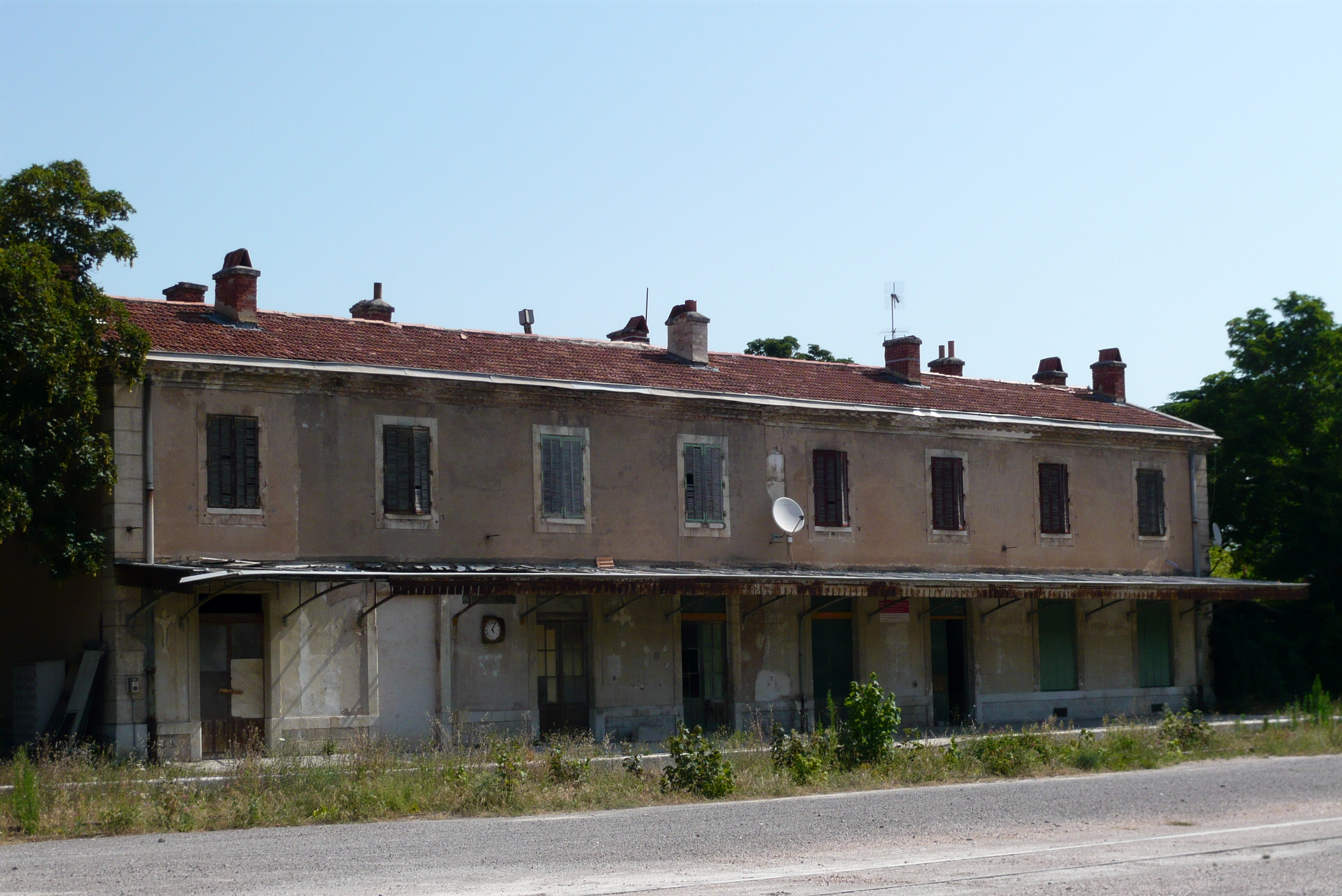
L'ancienne gare de La Barque-Fuveau.
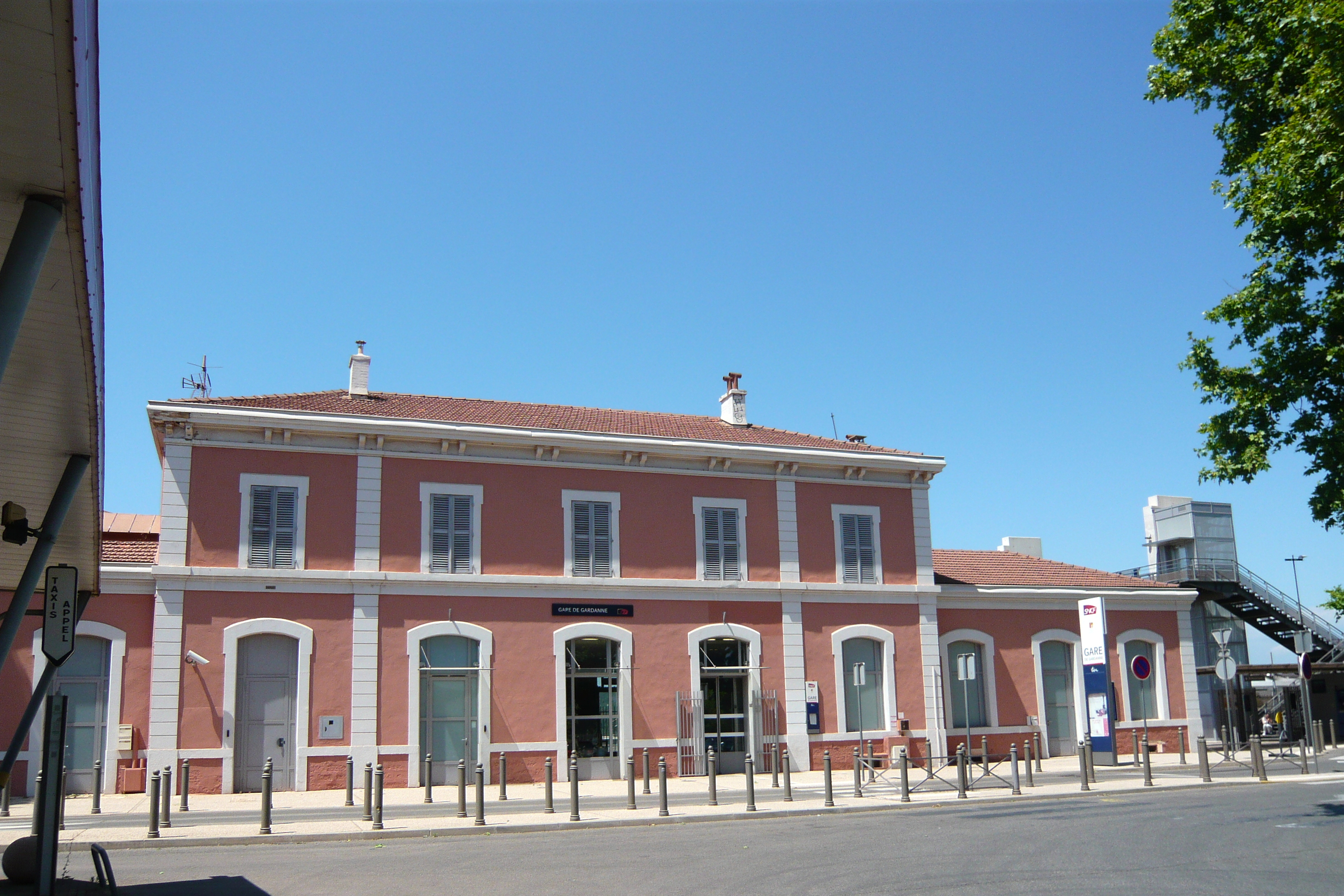
La gare de Gardanne.